# Madrona de Tessalònica
Madrona (Tessalònica, Grècia, final del segle iii - ca. 300) va ser, segons la tradició, una noia cristiana que va morir per no voler rebutjar la seva fe durant les persecucions de Dioclecià. Va ser martiritzada i venerada com a màrtir per diferents confessions cristianes. No s'ha de confondre amb les santes de l'Església ortodoxa Matrona de Quios, monja del segle xv, o Matrona de Moscou.
Venerada a Barcelona, va originar-se una llegenda que la feia filla d'aquesta ciutat. És compatrona de la ciutat de Barcelona, juntament amb santa Eulàlia de Barcelona.

## Vida
Gairebé no hi ha notícies de la Madrona històrica, la qual cosa fa dubtar de la seva existència real. El Martirologi romà només esmenta una Matrona màrtir a Amisus (Paflagònia). A l'Església ortodoxa es parla d'una màrtir d'aquest nom de qui es diu que era de Tessalònica, on servia com a minyona d'una rica jueva. Madrona era cristiana, però se n'amagava, fins que la seva mestressa li va demanar que l'acompanyés a la sinagoga i, com que no va voler fer-ho, la va descobrir. La mestressa la castigà, fins que la va matar a bastonades.

## Veneració
El monestir de Santa Madrona, fora de les muralles, va ser un dels tres primers de Tessalònica. Va existir fins al 726, quan va desaparèixer durant les guerres dels iconoclastes.
Cap al 892, les seves relíquies van ser embarcades amb rumb a Marsella; en passar el vaixell davant de Barcelona, un temporal va fer que el vaixell s'hagués de refugiar al seu port. La tradició diu que cada cop que el vaixell intentava sortir, la tempesta tornava a començar, com a senyal que la voluntat de la santa era romandre a la ciutat.

### Relíquies a la capella de Santa Madrona de Montjuïc i altres indrets
Les relíquies es quedaren a Barcelona, en una capella de Montjuïc, anomenada de Sant Fruitós i documentada com a ermita de Santa Madrona des del 1403 i encara existent al recinte del Palauet Albéniz. El 1117 la custòdia de la capella i un petit convent annex van ser encomanats als monjos benedictins de Sant Pau del Camp. El 1563 va ser oferta als caputxins, que se'n feren càrrec el 1578. Entre 1582 i 1618 ocuparen el recinte els servites i l'any següent hi tornaren els caputxins, que edificaren una nova església. La Guerra dels Segadors va afectar l'edifici, ocupat militarment fins al 1660. El 1664 es va consagrar una nova església, reconstruïda.
A causa del combat del Convent de Santa Madrona, en 1713, l'església antiga va quedar destruïda, i llavors s'hi feu l'actual capella; però les relíquies, com a desgreuge, van ser portades a la catedral. El 1723, en haver-se acabat el nou convent dels caputxins (on hi ha avui la plaça Reial), s'hi instal·laren. En 1835, en ser suprimit el convent, les relíquies van dipositar-se a la parròquia de Sant Miquel, actualment desapareguda.
Quan es va construir la nova parròquia de Santa Madrona, al Poble Sec, reedificada en 1888, s'hi traslladaren les relíquies, venerant-s'hi en una urna fins que el 1909, durant la Setmana Tràgica, l'església va ser cremada i les relíquies profanades. Posteriorment, el veí Evelí Bulbena va donar a la parròquia una relíquia que deia que havia pogut salvar i que és l'única resta que en queda, venerada avui a la mateixa església del Poble Sec.

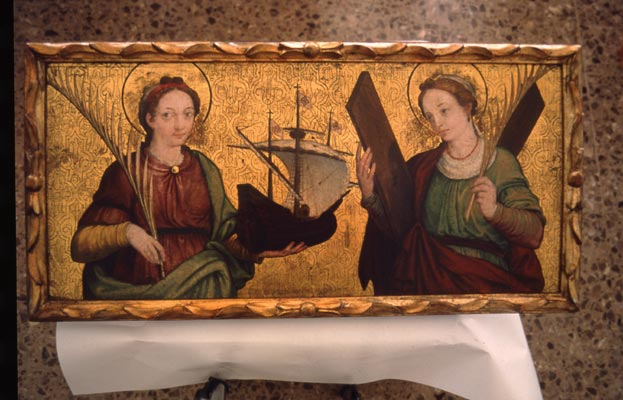
Retaule català del s. XVI, amb les santes Madrona (esquerra) i Eulàlia.
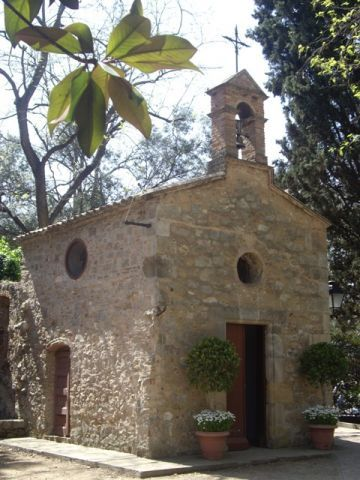
Ermita de Santa Madrona, del s. XVIII, restaurada en 1907.
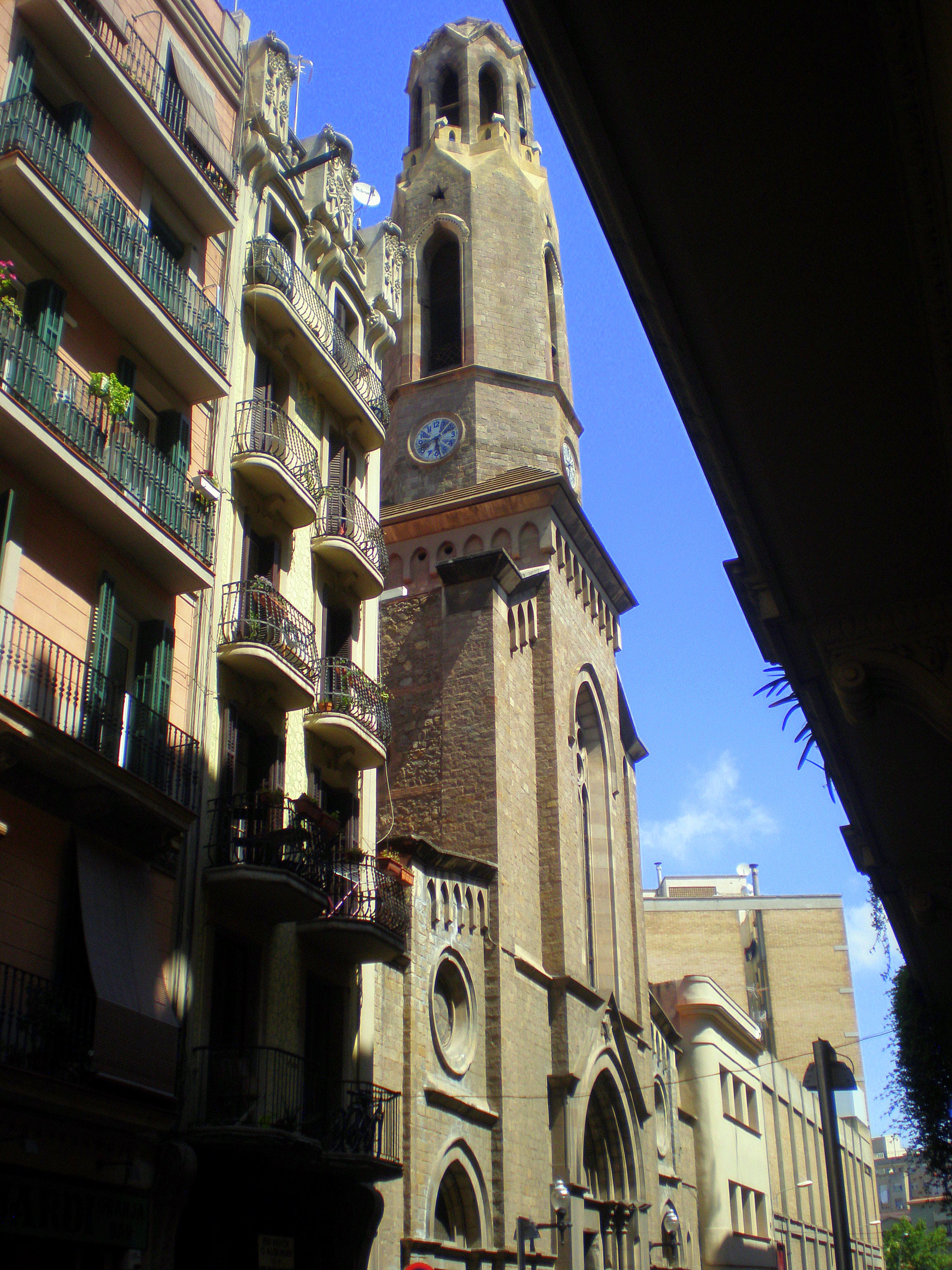
Façana de la parròquia de Santa Madrona (Barcelona)

### Patronatge de Barcelona
El 1563, el Consell de Cent va declarar la diada de Santa Madrona festa de precepte a Barcelona, proclamant-la copatrona de la ciutat. En moments difícils de la ciutat, era invocada i les seves restes exposades a l'altar major de la Catedral, com durant les guerres dels Segadors o de Successió.
Santa Madrona va ser una santa de gran devoció barcelonina, sobretot els segles xvii i XVIII. Fins a mitjan segle xx, Madrona era un nom habitual de moltes noies barcelonines. El 15 de març, les noies i dones que havien invocat l'ajut de la santa durant l'any feien una processó, amb trasllat de les seves relíquies des de Montjuïc a la Catedral i el seu retorn. Anaven vestides de pelegrines, amb un barret ample amb una petxina cosida i túnica llarga, també amb petxines i un cordó, a més d'una gaiata amb una carabassa. A partir del segle xvi, la processó consistia a anar i venir set cops de la Rambla, on hi havia el convent dels caputxins, a l'antiga ermita de Montjuïc. Amb el temps, la processó esdevingué un acte social que tenia com a objectiu el lluïment de les noies, sobretot les solteres que cercaven marit, i l'exhibició dels vestits, cada cop més luxosos, de pelegrina. També es feien processons en cas de sequera, portant-les a la Catedral i remullant l'arca de les relíquies al mar.
Santa Madrona ha estat invocada contra les febres malignes, com a protectora dels navegants i per obtenir pluja en temps de sequera. Amades comenta al Costumari català que del sostre de l'antiga ermita "penjaven molts vaixells oferts per la gent de mar com a exvots en agraïment d'haver-la salvada de mals trànsits". D'aquí també la iconografia de la santa a Catalunya, on es representa amb un vaixell a les mans.

## Llegenda de santa Madrona de Barcelona
Arran del fet que les relíquies de la santa fossin a la ciutat des d'antic, es va anar gestant la idea que el motiu era que Madrona hi havia nascut. Així, es creà una tradició local amb una història diferent de la vida de Madrona. Segons aquesta, Madrona havia nascut a una vil·la romana de la muntanya de Montjuïc, cap al final del segle iii. Òrfena de pares, va anar a viure a Roma amb el seu oncle, o a Tessalònica; allí va conèixer la fe cristiana, fent-se batejar i fent vot de virginitat. A quinze anys, durant una persecució, va proclamar la seva fe davant dels jutges, que l'assotaren i, davant la seva insistència a reafirmar-se com a cristiana, la condemnaren a mort. Va morir a la presó el 15 de març de l'any 300.
Una altra versió diu que la mestressa, en veure que era cristiana, la va maltractar i la va lligar perquè no pogués anar a missa; un àngel, però, l'alliberà i va poder anar a l'església. En tornar-ne, la mestressa la colpejà fins a matar-la.

### Altres llegendes barcelonines
Les orenetes havien acompanyat la navegació del vaixell que portava les restes de la santa des de Tessalònica. En albirar Barcelona, començaren a cridar per avisar la tripulació. Des de llavors, cada 15 de març comencen a arribar les primeres orenetes a Barcelona, com a senyal que s'apropa la primavera: són les descendents de les primeres que van venir.
El dimoni, enfurismat per la devoció envers Santa Madrona, va voler destruir Montjuïc i la ciutat: amb un grup de dimonis, va obrir una mina a la muntanya per ensorrar-la i fer-la caure sobre Barcelona. Madrona, però, va sortir de la seva ermita i, fent el senyal de la creu, va foragitar els dimonis. El forat que havien fet aquests, una pedrera abandonada en realitat, va rebre el nom de Cau del Diable.
A Seva, al Montseny, edificaven l'església i mancava acabar el campanar. Santa Madrona va voler ajudar-los i els va portar una gran pedra, de quatre tones de pes. En passar per Aiguafreda, s'assabentà que el campanar ja havia estat acabat; llavors va deixar caure la pedra on era, i des de llavors, aquesta gran pedra és al terme d'Aiguafreda, essent anomenada pedra de Santa Madrona, vora la qual es va fer una ermita, i que és, en realitat, un monument megalític.
Pels volts de la festa era el moment de tastar els embotits fets durant l'hivern: "La botifarra més bona, encetada per Santa Madrona".

## Iconografia
En una taula pintada de començament del segle xvi i procedent del monestir de Sixena apareix representada al costat de santa Eulàlia. Els atributs que la distingeixen són la palma que identifica les màrtirs i un vaixell que porta la bandera de Barcelona.